# Актий
А́ктий (Актин или Актид, др.-греч. Ἀκτίς) — в греческой мифологии Актий — один из семи сыновей Роды и Гелиоса, правивших островом Родос.
Изгнанный за убийство брата, он бежал в Египет, где основал город Гелиополь и был первым, кто обучил египтян астрологии, как того захотел его отец Гелиос.
Во время Всемирного потопа многие письменные источники древних греков были утеряны. Поэтому египтяне, по мнению Диодора Сицилийского, присвоили себе их достижения в области астрологии. По этой причине считалось, что только много поколений спустя Кадм, сын Агенора, впервые принес в Элладу письмена из Финикии, и греки внесли в науку о звёздах свои дополнения, но не были её основоположниками.
В честь Актия (по одной из версий) родосцы построили причисляемого к семи чудесам света тридцатисемиметрового Колосса — стоящую у входа в гавань бронзовую статую Гелиоса.